# Tour de l'Ain 2015
La 27ª edición del Tour de l'Ain  tuvo lugar del 11 al 15 de agosto del 2015. Salió de la ciudad de Bourg-en-Bresse y terminó en la población de Lélex-Monts-Jura.
Estuvo inscrita en el UCI Europe Tour 2015, dentro de la categoría 2.1.
El ganador final fue Alexandre Geniez quien además se hizo con la etapa de montaña (la 3.ª). Le acompañaron en el podio Florian Vachon y Pierre Latour (quien además venció en la última etapa y la clasificación de los jóvenes), respectivamente.
El las clasificaciones secundarias se impusieron Nacer Bouhanni (puntos, al ganar en 2 etapas), Brice Feillu (montaña) y Ag2r La Mondiale (equipos).

## Equipos participantes
Tomaron parte en la carrera 16 equipos: 3 de categoría UCI ProTeam; 4 de categoría Profesional Continental; 7 de categoría Continental; y 2 selecciones jóvenes. Formando así un pelotón de 96 ciclistas, con 6 corredores cada equipo, de los que acabaron 76. Los equipos participantes fueron:
| Equipo                            | Cód. UCI | Categoría               |
| --------------------------------- | -------- | ----------------------- |
| Ag2r La Mondiale                  | ALM      | UCI ProTeam             |
| Team LottoNL-Jumbo                | TLJ      | UCI ProTeam             |
| FDJ                               | FDJ      | UCI ProTeam             |
| Cofidis, le Crédit en Ligne       | COF      | Profesional Continental |
| Team Europcar                     | EUC      | Profesional Continental |
| Bretagne-Séché Environnement      | BSE      | Profesional Continental |
| Bora-Argon 18                     | BOA      | Profesional Continental |
| Rabobank Development Team         | RDT      | Continental             |
| Team Ecuador                      | ECU      | Continental             |
| Armée de terre                    | ART      | Continental             |
| Auber 93                          | AUB      | Continental             |
| Team Marseille 13-KTM             | M13      | Continental             |
| Vino 4-Ever                       | V4E      | Continental             |
| Roubaix-Lille Métropole           | RLM      | Continental             |
| Selección Joven de Francia        | FRA      | Selección nacional      |
| Selección Joven de Estados Unidos | USA      | Selección nacional      |

## Etapas
| Etapa     | Fecha     | Recorrido                         | type                    | Distancia (km) | Ganador          | Líder            |
| --------- | --------- | --------------------------------- | ----------------------- | -------------- | ---------------- | ---------------- |
| Prólogo   | 11 de ago | Bourg-en-Bresse – Bourg-en-Bresse | contrarreloj individual | 3,8            | Mike Teunissen   | Mike Teunissen   |
| 1.ª etapa | 12 de ago | La Plaine Tonique – Saint-Vulbas  | etapa llana             | 162            | Nacer Bouhanni   | Nacer Bouhanni   |
| 2.ª etapa | 13 de ago | Feillens – Pont-de-Vaux           | etapa llana             | 159,7          | Nacer Bouhanni   | Nacer Bouhanni   |
| 3.ª etapa | 14 de ago | Lagnieu – Bellignat               | etapa de media montaña  | 145,1          | Alexandre Geniez | Alexandre Geniez |
| 4.ª etapa | 15 de ago | Nantua – Lélex                    | etapa de media montaña  | 140,5          | Pierre Latour    | Alexandre Geniez |

## Desarrollo general
El neerlandés Mike Teunissen (LottoNL-Jumbo), se impuso en la etapa prólogo por unas pocas centésimas al francés Alexandre Geniez (FDJ), a la postre el vencedor final de la carrera. La 1ª etapa fue protagonizada por una escapada de 5 corredores que fueron capturados a 4 kilómetros de meta. El francés Nacer Bouhanni (Cofidis, le Crédit en Ligne), venció en el sprint por delante del también francés Anthony Maldonado, consiguiendo además ponerse como líder en la clasificación general En la 2.ª etapa hubo otra fuga de 4 corredores que también fueron capturados a escasos 4 kilómetros de meta. Y de nuevo Nacer Bouhanni se impuso en el esprint, esta vez por delante del francés Rudy Barbier, manteniéndose como líder de la general.
En la 3ª etapa, clasificada como de media montaña, se produjo una fuga de 3 corredores franceses desde un grupo de 15 escapados en la ascensión a la última cota de montaña: Pierre Latour (Ag2r La Mondiale), Florian Vachon (Bretagne-Séché Environnement) y Théo Vimpère (Auber 93). En el descenso se les uniría Alexandre Geniez que les vencería luego en el sprint de meta y se colocaría como líder de la general.
En la 4ª y última etapa, con final en alto en el Monte Jura, llegaron en cabeza a meta un grupo de 10 corredores imponiéndose al esprint Pierre Latour por delante de su compatriota Fabrice Jeandesboz (Europcar). El líder Alexandre Geniez aguantó los ataques de sus rivales y consiguió su primera victoria en una carrera por etapas.
El mejor español en la clasificación general fue Jordi Simón (Ecuador), en el puesto 16º a 3 min 42 s.

## Clasificaciones finales

### Clasificación general
| Posición | Ciclista           | Equipo                       | Tiempo        |
| -------- | ------------------ | ---------------------------- | ------------- |
|          | Alexandre Geniez   | FDJ                          | 14h 39min 57s |
| 2        | Florian Vachon     | Bretagne-Séché Environnement | a 5 s         |
| 3        | Pierre Latour      | Ag2r La Mondiale             | a 9 s         |
| 4        | Nans Peters        | Selección Joven de Francia   | a 24 s        |
| 5        | Steven Kruijswijk  | LottoNL-Jumbo                | a 28 s        |
| 6        | Fabrice Jeandesboz | Europcar                     | m.t.          |
| 7        | Théo Vimpère       | Auber 93                     | a 30 s        |
| 8        | Sam Oomen          | Rabobank Development         | m.t.          |
| 9        | Patrick Konrad     | Bora-Argon 18                | a 33 s        |
| 10       | Domenico Pozzovivo | Ag2r La Mondiale             | m.t.          |

### Clasificación por puntos
| Posición | Ciclista         | Equipo                       | Puntos |
| -------- | ---------------- | ---------------------------- | ------ |
|          | Nacer Bouhanni   | Cofidis, le Crédit en Ligne  | 52     |
| 2        | Alexandre Geniez | FDJ                          | 43     |
| 3        | Pierre Latour    | Ag2r La Mondiale             | 39     |
| 4        | Mike Teunissen   | LottoNL-Jumbo                | 38     |
| 5        | Florian Vachon   | Bretagne-Séché Environnement | 36     |

### Clasificación de la montaña
| Posición | Ciclista               | Equipo                       | Puntos |
| -------- | ---------------------- | ---------------------------- | ------ |
|          | Brice Feillu           | Bretagne-Séché Environnement | 66     |
| 2        | Julien El Fares        | Marseille 13-KTM             | 28     |
| 3        | Jean-Christophe Péraud | Ag2r La Mondiale             | 25     |
| 4        | Pierre Latour          | Ag2r La Mondiale             | 25     |
| 5        | Yoann Paillot          | Marseille 13-KTM             | 22     |

### Clasificación de los jóvenes
| Posición | Ciclista         | Equipo                     | Tiempo           |
| -------- | ---------------- | -------------------------- | ---------------- |
|          | Pierre Latour    | Ag2r La Mondiale           | 14 h 40 min 06 s |
| 2        | Nans Peters      | Selección Joven de Francia | a 15 s           |
| 3        | Sam Oomen        | Rabobank Development       | a 21 s           |
| 4        | Guillaume Martin | Selección Joven de Francia | a 1 min 32 s     |
| 5        | Oleg Zemlyakov   | Vino 4-Ever                | a 3 min 46 s     |

### Clasificación por equipos
| Posición | Equipo                     | Tiempo           |
| -------- | -------------------------- | ---------------- |
|          | Ag2r La Mondiale           | 44 h 02 min 41 s |
| 2        | Selección Joven de Francia | a 2 min 46 s     |
| 3        | Rabobank Development       | a 3 min 29 s     |
| 4        | Europcar                   | a 6 min 17 s     |
| 5        | Auber 93                   | a 7 min 05 s     |

## Evolución de las clasificaciones
| Etapa (Vencedor)               | Clasificación general | Clasificación por puntos | Clasificación de la montaña | Clasificación de los jóvenes | Clasificación por equipos |
| ------------------------------ | --------------------- | ------------------------ | --------------------------- | ---------------------------- | ------------------------- |
| Prólogo (CRI) (Mike Teunissen) | Mike Teunissen        | Mike Teunissen           | no se entregó               | Marc Sarreau                 | LottoNL-Jumbo             |
| 1.ª etapa (Nacer Bouhanni)     | Nacer Bouhanni        | Mike Teunissen           | Pierre Gouault              | Marc Sarreau                 | LottoNL-Jumbo             |
| 2.ª etapa (Nacer Bouhanni)     | Nacer Bouhanni        | Nacer Bouhanni           | Pierre Gouault              | Marc Sarreau                 | LottoNL-Jumbo             |
| 3.ª etapa (Alexandre Geniez)   | Alexandre Geniez      | Nacer Bouhanni           | Julien El Fares             | Pierre Latour                | Ag2r La Mondiale          |
| 4.ª etapa (Pierre Latour)      | Alexandre Geniez      | Nacer Bouhanni           | Brice Feillu                | Pierre Latour                | Ag2r La Mondiale          |
| Final                          | Alexandre Geniez      | Nacer Bouhanni           | Brice Feillu                | Pierre Latour                | Ag2r La Mondiale          |